# Vals compromis
De drogreden van het valse compromis (argumentum ad temperantiam) is een op onjuiste premissen gebaseerde drogreden. Het is een redenering waarbij er ten onrechte van uit wordt gegaan dat, wanneer twee verschillende standpunten gepropageerd worden als feitelijk juist, het compromis tussen die twee standpunten de waarheid weergeeft.
De drogreden van het valse compromis kan gezien worden als het tegenovergestelde van de drogreden van het valse dilemma.

## Voorbeeld
| Stelling A | "cavia's zijn zoogdieren" |
| Stelling B | "cavia's zijn vissen"     |
| Compromis  | "cavia's zijn amfibieën". |

De denkfout in het bovenstaande voorbeeld is dat stelling A en stelling B gelijkwaardig aan elkaar zijn en dat het compromis tussen de twee de waarheid het meest benadert. In werkelijkheid is stelling A waar en stelling B onwaar, en is het compromis een drogreden.